# Museum Helmond
Museum Helmond is een museum voor stadshistorie in de Noord-Brabantse stad Helmond dat ook verzamelingen heeft op het gebied van de moderne en hedendaagse kunst, en op het thema 'Mens en Werk'. Het museum is gevestigd op twee locaties: in Kasteel Helmond en in de naastgelegen Kunsthal Helmond (onderdeel van het complex Boscotondo).

## Ontstaan
Het museum maakt vanaf het begin van zijn bestaan, toen het in het begin van de jaren 1980 werd gevestigd in het Kasteel Helmond, deel uit van de gemeentelijke organisatie van de stad. Dit middeleeuwse monument werd al in de jaren 1930 door de gemeente aangekocht van de laatste kasteelheer: de familie Wesselman. Het kasteel werd in die periode verbouwd tot stadhuis en hierin kreeg later ook de brede stadshistorische kunstcollectie een plek. Deze was in de loop van de jaren verzameld en werd vervolgens tentoongesteld in de kelders van het kasteel. In de jaren 1990 werd het museum uitgebreid en kregen de moderne en hedendaagse kunstcollectie en de kunstwerken op het thema 'Mens en Werk' een eigen vaste basis in de naastgelegen en nieuw gebouwde Kunsthal.

## Collectie
Tot de moderne en hedendaagse kunstcollectie behoren kunstwerken van Nederlandse en buitenlandse kunstenaars als Roger Raveel, Lucassen, de Amerikaanse graffiti- en performancekunstenaar Rammellzee (1960-2010), Robert Combas, PINK de Thierry, Inez van Lamsweerde, Gé-Karel van der Sterren en Anton Corbijn. De familie Roef-Meelker schonk in 1999 kunstwerken uit de Cobra- en École de Paris-stromingen aan het museum. Het museum beschikt tevens over een kunstcollectie rond het thema 'Mens en Werk'. Deze collectie sluit aan op het industriële verleden van Helmond. De kunstwerken tonen een visie op het leven van de werkende mens en zijn gemaakt door bekende Nederlandse, Europese en Noord-Amerikaanse kunstenaars. Enkele van deze kunstenaars zijn Herman Heijenbrock, Jan Toorop, Edward Burtynsky, Bart van der Leck, Camille Pissarro en Constantin Meunier.

## Kunsthal
Het museumgebouw is ontworpen door de Italiaanse architect Adolfo Natalini (Pistoia, 1941). Het maakt deel uit van het Boscotondocomplex dat het museumdeel huisvest en daarnaast bestaat uit woningen, de Stadswinkel, zalen voor het gemeentebestuur en een bioscoop. Het geheel is in een ronde vorm neergezet: Boscotondo betekent 'rond bos' in het Italiaans. Opvallend aan de Kunsthal is de hoge cilindervormige entree met een bronzen kap. Het gebouw bestaat uit twee verdiepingen, verbonden door een wenteltrap omhuld door een glazen wand.

## Kasteel

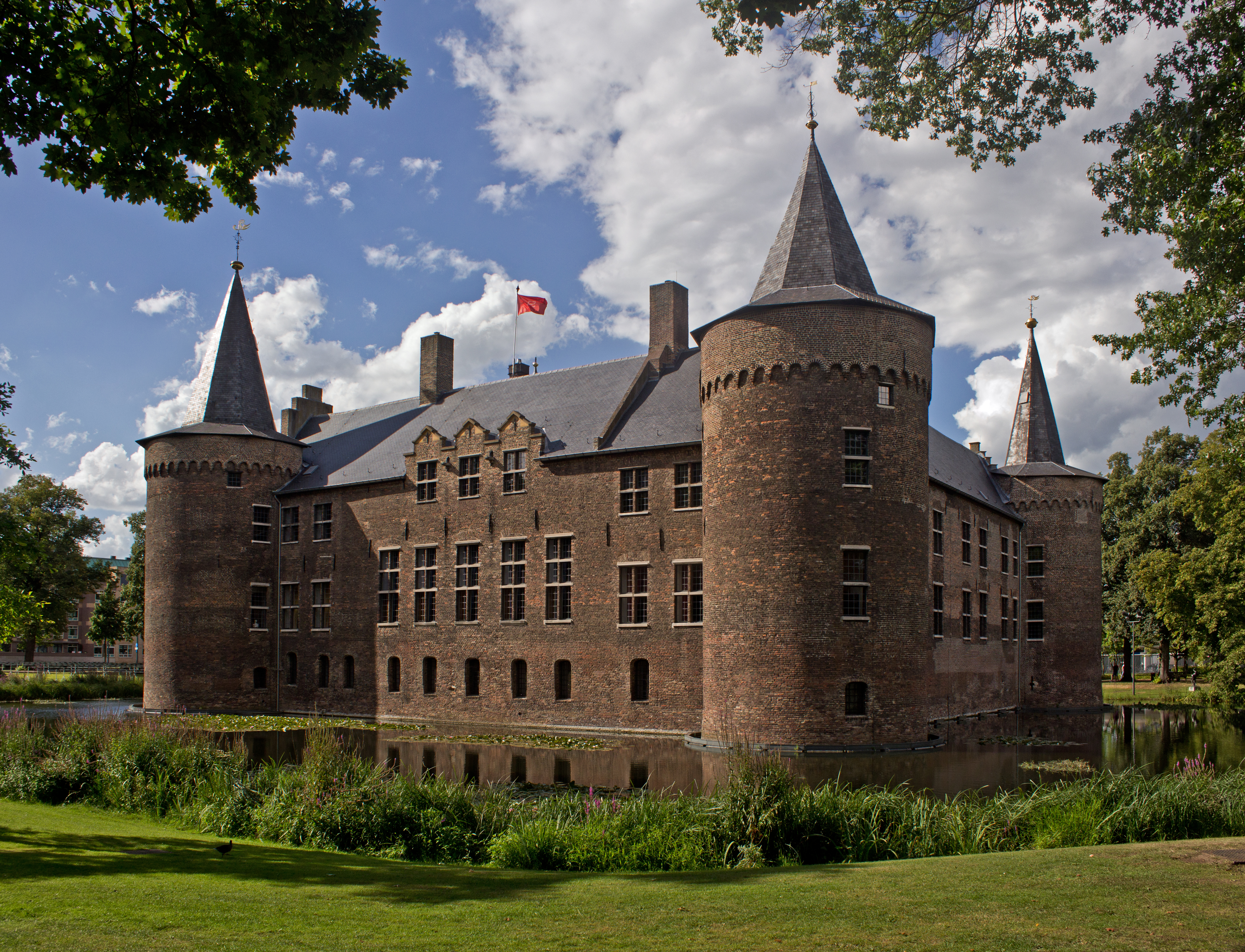
Kasteel van Helmond

Het museum is ook in het kasteel van Helmond gevestigd. Deze middeleeuwse waterburcht is de best bewaarde waterburcht in Nederland, met het grootste grondplan. Waarschijnlijk begon Lodewijk Berthout van Berlaer, heer van Helmond, met de bouw van het kasteel tussen 1325 en 1350. Vanaf het begin waren de vierkante omtrek, de grote, ronde en uitspringende torens op iedere hoek en de gracht gepland. De familie toonde met dit gebouw haar macht en zorgde voor een sterk en strategisch punt voor de verdediging van de noordoostgrens van het hertogdom Brabant. De vorm van het kasteel sloot aan bij de heersende kasteelarchitectuur van die tijd. Bovendien vormde de stenen behuizing een hele verbetering van het woongenot van de Berlaers. De voorganger van het kasteel was het Oude Huys: een houten slot of donjontoren. Dat lag op enkele honderden meters van het nieuwe kasteel in een moerasachtige omgeving en was sterk verouderd. Een complex van houten gebouwen kenmerkte dit gebouw dat diende als adellijke woning. Het Oude Huys stond in een veenmoeras in het dal van de rivier de Aa, via een houten brug kon men door de houten palissade het binnenterrein oplopen. Het was het eerste kasteel van Helmond waarvan de bouw ongeveer rond 1170-75 startte. Maria van Brabant, dochter van Hendrik I van Brabant (in 1218 weduwe van Keizer Otto IV van het Heilige Roomse Rijk en later weduwe van graaf Willem I van Holland) was de bekendste bewoonster van dit kasteel. De bouw van het nieuwe kasteel duurde lang: pas aan het eind van de zeventiende eeuw had het ongeveer de huidige vorm. Het kasteel wisselde door de eeuwen verschillende malen van adellijke eigenaar, totdat het in het begin van de twintigste eeuw werd aangekocht door de gemeente Helmond. Het kreeg de functie van stadhuis en werd daarna een museum. Het pand werd verbouwd: er kwam een nieuwe entree, een groot trappenhuis, gangen en grote vensters. Met een kleinere binnenplaats tot gevolg.

## Kasteeltuin
De omgeving van het kasteel, die grenst aan het bedrijfsterrein van Vlisco, is toegankelijk voor iedereen. De kasteeltuin verbindt het kasteel met het winkelhart en loopt door tot aan de Zuid-Willemsvaart. De kasteeltuin, ook wel beeldentuin genoemd, omdat er een aantal historische beelden zijn geplaatst, is opgenomen in de Kunstroute van de gemeente.

## Tentoonstellingen
Het museum wil de bezoeker in het kasteel een historische beleving bieden. Hier staat het verhaal van de eeuwenoude waterburcht en zijn bewoners en de relatie tot de stad centraal. In de Kunsthal presenteert het museum kunst- en fotografietentoonstellingen. Voorbeelden van tentoonstellingen sinds 2011:
- Zwemmen in kleuren, verschillende kunstenaars (schilderijen, sculpturen, installaties)
- Werner Bisschof, the compasionated eye, photographs 1934-1954
- Johan, made by Vlisco (werk van Johan Jacobs, ontwerper bij Vlisco)
- De Gouden Boekjes zijn in de stad, een vrolijke familietentoonstelling
- Esther Janssen, visioenen in pixels & kunstleer
- Martin Parr, Assorted Cocktail, Foto’s 1983 – 2012
- Inkies, Kinderboekillustraties van Ingeborg Vriends – van der Steijn
- Amerikaanse topmodellen en andere stukken, Een keuze uit de collectie hedendaagse kunst
- Helmondse favorieten, Helmonders en hun keuze uit de collectie
- Wie is het? Portretten uit de collectie
- Eve Arnold, photographs 1950 - 1985
- Coup de Chapeau, Een keuze uit een bedrijfscollectie
- Kanaalwerken, met kunstenaars als Paul de Maat, Tjebbe Beekman, Niels Broszat, Misja van Daal, Karin van Dam, Nicolas Dhervillers , Tal Erez, Zoro Feigl, Martin Fenne, Ni Haifeng, Frank Halmans, Theo van Keulen, Sven Kroner, Erik van Lieshout, Bert Loerakker, Olaf Mooij, Noralie (i.s.m. Tim van Cromvoirt en Stefan de Beer), Martin Parr, Paul Segers, Yinka Shonibare, Berend Strik, Pilvi Takala, Peter Vermeulen, Sil van der Woerd en Rob Zimmermann
- Getekende helden, de vrolijke wereld van Fiep Westendorp
- Nicolas Dhervillers, strange world – photography 2008-2013
- Emoties, in de hedendaagse kunst met werk van Bas Jan Ader, Jos de Gruyter & Harald Thys, Suzanne Opton, Koen Hauser, Bill Viola, Vaast Colson, Berlinde DeBruyckere, Erwin Olaf, Robert Arnold, Andy Wauman, Halil Altindere, Adriaan van der Ploeg, Meiro Koizumi, Mathilde ter Heijne, Lars Arhenius, Yael Bartana
- Verder dan van Gogh, kunst uit de eigen collectie
- Vrouw + werk, door de ogen van de kunstenaar, 1865 tot 2015
- Krachtwerken, Hoogtepunten uit de collectie moderne en hedendaagse kunst
- Magnum on set, van Chaplin tot Malkovich / Alamo tot Zabriskie Point met fotografen Henri Cartier-Bresson, Eve Arnold, Elliott Erwitt, Erich Lessing, Burt Glinn, Erich Hartmann, Nicolas Tikhomiroff, Cornell Capa, Inge Morath, Jean Gaumy, W. Eugene Smith, Dennis Stock